# Anopheles smithii
Anopheles smithii este o specie de țânțari din genul Anopheles, descrisă de Theobald în anul 1905. Conform Catalogue of Life specia Anopheles smithii nu are subspecii cunoscute.